# Братські могили у Покровську
Братські могили в Покровську — серія братських могил в місті Покровськ, Донецька область, де поховані солдати, які загинули під час Другої світової війни.

## Історія
У різних куточках міста Покровська розташовано 10 братських могил, в яких поховані воїни, загиблі в роки громадянської та Другої світової війни. На всіх братських могилах встановлені пам'ятники. Більшість пам'яток тиражовані й виготовлені із залізобетону, і тільки на братській могилі по вулиці Захисників України встановлено величний пам'ятник.
8 грудня 1918 року Гришине (нині Покровськ) захопили загони Директорії УНР, пізніше — білогвардійці генерала Краснова. Майже два місяці вели з ними боротьбу партизанські загони, створені з місцевих робітників та селян навколишніх сіл. Керували одним із загонів Федор Сурін, який загинув в травні 1919 року при викраденні зі станції Чапліно, залізничних вагонів з цінним майном та боєприпасами, що залишалися в оточенні. Його поховали на привокзальній площі.
В роки Другої Світової війни місто також кілька разів переходило з рук в руки. З 11 по 22 лютого 1943 року Покровськ (Красноармійське) був полем бою для частини групи військ Південно — Західного фронту. В цей час у районі залізничного вокзалу діяли частини 4-го гвардійського та 10-го танкового корпусів. В ніч з 22 на 23 лютого частини армії залишили місто. Німці, які вступили до міста, жорстоко розправились з мирними мешканцями та пораненими воїнами. Останки загиблих були поховані на місці загибелі, на пустирях, садах, городах. Визволяли місто 8 вересня 1943 року частини 23-го танкового корпусу, 91, 259 стрілецької дивізії. Після визволення у місті Покровську (Красноармійському) розташовувались численні шпиталі.
В жовтні 1978 року при земляних роботах на території Красноармійської районної підстанції 110 кіловольтів були виявлені останки 21 воїна. У зв'язку з реконструкцією вокзалу 06.09.1982 року було здійснене перепоховання останків, де були поховані загиблі у громадянській та Другій Світовій війні, в тому числі два партизани (Халява І. М., Саричев Г. І.). Було прийняте рішення цю могилу вважати місцем поховання усіх воїнів, які загинули в цьому районі.

## Проєкт пам'ятника
Проєкт пам'ятника був розроблений головним архітектором міста, начальником міського управління архітектури й містобудування Леонідом Архиповичем Кисельовим і народним художником України, лауреатом Державної премії ім. Шевченка — Євгеном Юхимовичем Горбань. Слід зазначити, що проєкт отримав високу оцінку в Києві на засіданні Художньої ради. Проєкт пам'ятника являє собою комплекс, що складається з братської могили й вертикальної архітектурно-художньої частини, об'єднаної в єдине ціле разом із бронзовою скульптурою дівчинки з пробитою солдатською каскою і квіткою в руці, композиційно доповнюють три різновисокі арки. За задумом авторів архітектурно-художній образ пам'ятника символізує пам'ять про полеглих і продовження життя.
9 травня 1995 на честь п'ятдесятиріччя з дня Перемоги у Другій Світовій війні відбулося урочисте відкриття пам'ятника загиблим воїнам, визволителям міста. В братській могилі «Південний» лежать останки воїнів, які були раніше поховані на привокзальній площі. До 1982 року на привокзальній площі знаходився пам'ятник у вигляді воїна з кулеметом і каскою в руках, а замість меморіалу зі скульптурою дівчинки знаходився пам'ятний знак, у вигляді каменя.